# ヤングおー!おー!
ヤングおー!おー! (YOUNG OH! OH!) は、1969年7月3日から1982年9月19日まで放送された毎日放送（MBSテレビ）制作の公開バラエティ番組。当初はモノクロ放送だったが、1970年10月（4日か11日）よりカラー放送となった。

## 概要

### 沿革
1969年7月3日開始。落語家の桂三枝（現：6代目桂文枝）と、当時MBSアナウンサーの斎藤努がパーソナリティを務めていた公開収録形式のラジオ番組『歌え! MBSヤングタウン』のテレビバージョンとして制作された。当時は若者向けのテレビ番組がなく、この番組を「若者の“電波解放区”」と名付け、「彼らが興味のありそうなものを雑誌のように、ブロック構成で見せる」ことをはかり、多彩なコーナーを短時間で次々見せていく形式を作った。初代司会は、三枝に加え笑福亭仁鶴が担当し、すぐに横山やすし・西川きよしが加わった。初代進行役は斎藤が務め、のちにMBSのアナウンサーが歴代務めた。
当時ディレクターだった林誠一は、コメディドラマが主流だった従来の在阪局のお笑い番組について「大阪の人気者は必ず役名が肩書につく。だから番組が終わればおしまいになる」と気づき、そのアンチテーゼとして「タレント個人のパーソナリティー」を重視する演出を図った。また、強力な裏番組であった朝日放送の『てなもんや一本槍』にチャンネルを変えさせまいと、番組開始直後に仁鶴に「ごきげんようー」と絶叫させ、画面に釘付けにさせる工夫を図った。同番組は放送開始後、たちまち人気を獲得し、番組開始2年目の1970年には日本民間放送連盟賞テレビ娯楽番組部門銀賞を受賞するに至った。
吉本興業所属の若手芸人にとっての登龍門的番組で、1950年代後半から1970年代前半まで松竹芸能の独走状態であった上方演芸界の勢力図を、当番組のヒットにより現在の吉本中心へと大きく塗り替えることとなった。この番組で全国区の人気者へと上り詰めた仁鶴と三枝は、3か月遅れで番組レギュラー入りし大ヒット曲『嘆きのボイン』で猛追した月亭可朝を加えて、俗に「上方落語若手三羽烏」と呼ばれた。また仁鶴・三枝・やすきよは「吉本御三家」と並び称された。ほかにもこの番組を「出世作」として人気に火が付き、全国進出のきっかけを作ったタレントは多く、明石家さんまが、ブレイクのきっかけとなるプロ野球の投手・小林繁のものまねをテレビで初披露した番組でもある。
番組内で芸人複数によるユニットを結成し、若手の売り出しを図るという番組フォーマットは、吉本独特のスター工法としてのちに定着し、ダウンタウン司会で心斎橋筋2丁目劇場より生中継された『4時ですよーだ』（毎日放送、1987年 - 1989年）、さらにはナインティナインを中心とした「吉本印天然素材」などでお家芸として定着していくことになる。
同番組は吉本興業が『よしもと新喜劇』等の劇場中継番組以外で放送番組の制作に携わった初めての番組である。きっかけは当初の同番組の収録会場であったうめだ花月の改修であった。当時の劇場中継番組では、劇場前のバス停に2台の中継車を停めて放送していたが、駐車違反に当たるため、警察に指導を受け、中継車の駐車場所を劇場東側の新御堂筋に変え、長いケーブルを引いて対応することになったが、付近にあった大阪市立曽根崎小学校の改築工事のためにそれが不可能になっていた。そこで吉本は中継機材を放送局から安価で買い取り、うめだ花月の中に設置することにしたことから、劇場自体が放送局並みの中継機能、即ち放送番組の制作機能を持つことが可能となった。収録場所は後にうめだ花月から中之島のSABホール（のちのリサイタルホール。2007年閉鎖）へ移り、末期にはMBS千里丘放送センター内のミリカホールからの公開生放送で行われた。大阪での収録・生放送のほか、月に1回の割合で関東地方での収録があり、ネット局の制作協力による日本各地の地方公開録画もあった。
1980年9月末の放送をもって、司会を10年以上担当した三枝が、若手芸人へ道を譲ることを理由として降板し、同時に進行役の近藤光史アナウンサーも降板した。同年10月より、三枝直々の指名によりさんまがメイン司会者に昇格するとともに、そのアシスタント役としてさんまの同期に当たる島田紳助・松本竜介、近藤の後継の進行役として青木和雄アナウンサーがそれぞれ起用された。1982年4月からの最末期はさんま・紳竜に加えて、レギュラー出演していたオール阪神・巨人、太平サブロー・シローも司会陣に昇格し、4組のうち3人が週替りで総合司会を担当。また川村ひさしも同改編を機に番組を降板している。
最終回（1982年9月19日）は、エンディングで「今回でお別れ!」と言ったあと、ラストでスタッフクレジットと共に、スタート当時の当番組における若かりし頃の三枝、ザ・パンダ、斎藤らの姿（後述の理由からVTRが現存しておらず、白黒写真を使用）を背景にして別れのメッセージとした。
2012年7月29日に、NHK BSプレミアムで放送された、『桂三枝のすべて 〜6代目桂文枝襲名〜』の中で、当時の出演者・三枝や「ザ・パンダ」のメンバー（四代目小染は故人のため弟弟子の四代目林家染丸が代理）が出演し、当時行われていた大喜利「あたかも読書」が再現された。
尚、当番組のカラー化は、1970年10月4日か11日の放送回より行われている。これは毎日放送のスタジオカラーカメラを使用した全国ネット番組では最も遅れた方で、『がっちり買いまショウ』（1969年8月24日カラー化）、『アップダウンクイズ』（同年10月5日カラー化）、『ダイビングクイズ』（同年11月2日カラー化）はいずれも1969年にカラー化されている。ちなみに、毎日放送は1967年4月1日にカラー放送を開始。1968年2月6日より、自社の千里丘放送センターのテレビAスタジオで、スタジオカラーカメラを使用したカラー放送を開始している。

### 内容
会場に観客を入れて行う公開放送形式で、吉本興業の若手芸人と一般視聴者（観客）によるゲーム企画、吉本の芸人によるコント・漫才、ゲストのアイドルの歌とトークなどのコーナーから成った。日曜夕方時代は、17時台に『笑点』（日本テレビ）、18時台に『レッツゴーヤング』（NHK）が裏番組として放送されており、それぞれを意識した番組構成となっていた。東京を地盤とするタレントも多く出演し、中には東京キー局制作の番組でも出演しない大物のアーティストが突如登場することもあった。
視聴者は前もってネット局宛に観覧したい旨のハガキを送れば、抽選の上、放送の模様をホール会場で直接見ることができた。条件はハガキ1枚につき3人一組の応募で、これは「三人集まれば必ず騒いでくれる」というスタッフの計算であった。当選者にはスタッフから視聴者宛に当選通知票（いわゆる入場整理券）が送られた。
初期には竹村健一や佐藤愛子をゲストに招いての、観客の若者による討論会のコーナーがあった。
1978年から1981年の毎年5月から7月頃には、「ミス・アイドルコンテスト」が開催された。毎週5人の出場者が登場しチャンピオンを決め、さらに、グランドチャンピオン大会でグランドチャンピオンに選ばれると、賞金$1000と日本航空で行く海外旅行がプレゼントされた。しかし、番組が事前収録のため、優勝者が番組放送前に『TVガイド』に載ってしまうという出来事もあった。1980年の「ミス・アイドルコンテスト」優勝者の山本博美（現：京本政樹夫人）は、のちにタレントとしてデビューし、当番組のスポンサーである日清食品のカップラーメンのCMにも出演した。

#### 番組内ユニットの誕生
1972年、番組内で月亭八方、桂文珍、桂きん枝（現：四代桂小文枝）、四代目林家小染からなるユニット「ザ・パンダ」が結成された。当時ディレクターだった林誠一によれば「お笑い版フォーリーブスという発想だった」といい、4人は実際にゲスト歌手のバックコーラスを担当するなどした。
1975年、初めてのシングルレコード「昭和大童謡・アフリカの夜/愛情ヘロヘロ」（両曲とも伊藤アキラ作詞、宮崎尚志作曲）を日本フォノグラムからリリース。
「ザ・パンダ」はのちにさんまが加入し「SOS（サニー&オオサカ・スペシャル）」に改名。一方で紳助・竜介、西川のりお・上方よしお、ザ・ぼんちが「チンチラチン」を結成した。1980年9月末の司会者交代を機に、「ザ・パンダ」のメンバーが番組からフェードアウトする一方、当時のMANZAIブームの時流に対応して「チンチラチン」をはじめとする若手〜中堅の漫才コンビが主要キャストとして頭角を現し始め、番組内容の変質が強く意識されるようになっていった。

### メディアミックス
- 番組全盛期の1972年から1974年までの3年間、週刊少年ジャンプに漫画『それいけジャンプでヤングおー!おー!』（作画：宮のぶなお）が連載された。
- 1973年には東映の製作で『ヤングおー!おー!日本のジョウシキでーす!』のタイトルで映画化された（後述）。

### 現存映像
他の1970年代制作の番組と同様、当時はVTRの規格が2インチでテープ自体が高価・編集も煩雑だったことに加え、公開番組が故に著作権や肖像権での制約も多かった事情も重なり、映像は上書き収録され局内のMBSの編成ライブラリーである「日本民間放送連盟記録保存所 毎日放送支所」には数本を残してほとんど現存しないとされている。このうち1本（1979年4月22日放送分）は明石家さんまがトランポリンで飛び跳ねるシーン（SOS対チンチラチンのトランポリン対決）があるため、TBS系列の番組名場面集などで放送されることもある。また、開局50周年を記念して発行された社史『毎日放送50年史』（A4判・非売品、2001年発行）の付録のDVD-ROMには、斎藤努が番組を卒業した放送回の一部シーンが収められており、こちらは全国の都道府県立図書館などで視聴可能である。

## エピソード
- 1972年には、同じ毎日放送製作の『仮面ライダー』を招き、実際の番組のスタントチームにより、ステージショーが行われた。
- 1978年3月5日放送分ではキャンディーズのさよなら企画が行われた。
- テーマ音楽である「ハッピーじゃないか」は、当時のスポンサーだった日清食品「カップヌードル」のCMソングにも使用されていた。CD『ブロードキャスト・トラックス 毎日放送編』に収録されている。放送素材からの収録のため、川村ひさしによる客席インタビュー部分もそのまま挿入されている。
- 少年期に当番組の視聴者で、番組末期にゲスト出演もしたとんねるずは、フジテレビ『ラスタとんねるず'94』の中で当番組のパロディ的な「フジYOUNG」というコーナーを設けている。また、『とんねるずのみなさんのおかげでした』の企画では、中年のスタッフ2人に「やんぐおーおー」と名付けて芸人に混じって出演させたこともある。

## 出演者

### メイン司会
- 桂三枝（現：6代目桂文枝）（愛称「サニー」、1969年7月 - 1980年9月）
- 笑福亭仁鶴（1969年7月 - 1972年9月、その後も1976年まで不定期で出演）
- 明石家さんま（愛称「チャッピー」、1980年10月 - 1982年9月）
- 島田紳助・松本竜介（1980年10月 - 1982年9月）
- オール阪神・巨人（1982年4月 - 9月）
- 太平サブロー・シロー（同上）
  - 日曜13時台に放送枠が変更された最末期の半年間はさんまをメインキャスト格として据えながら、さんま・紳助・竜介・サブロー・シロー・巨人・阪神の7人のうち3人が週替りで総合進行を担当する形式が採られた。

### サブ司会・進行アナウンサー
- 斎藤努（当時MBSアナウンサー、1969年7月 - 1976年3月） - 腸捻転解消後の在京ネット局となるTBSへの出向のため降板。
- 川村ひさし（後の川村龍一、1975年4月 - 1982年3月） - 主に観客席やゲスト歌手のインタビューを担当。
- 緒方憲吾（当時MBSアナウンサー、1976年4月 - 1979年3月） - 主に細部の進行を担当。
- 近藤光史（当時MBSアナウンサー、1979年4月 - 1980年9月） - 同上。
- 青木和雄（当時MBSアナウンサー、1980年10月 - 1982年9月） - 主に観客席やゲスト歌手のインタビューを担当。

### 主なレギュラー
1969年7月 - 1972年9月
- 司会：桂三枝、笑福亭仁鶴
- 進行：斎藤努
- その他：月亭可朝、横山やすし・西川きよし、花紀京、岡八郎、コメディNo.1
- 演奏：古谷充とザ・フレッシュメン

1972年10月 - 1975年3月
- 司会：桂三枝
- 進行：斎藤努
- ザ・パンダ：林家小染、桂きん枝、月亭八方、桂文珍
- その他：中田カウス・ボタン、コメディNo.1、Wヤング、オール阪神・巨人
- 演奏：古谷充とザ・フレッシュメン

1975年4月 - 1976年3月
- 司会：桂三枝
- 進行：斎藤努、川村ひさし
- ザ・パンダ：林家小染、桂きん枝、月亭八方、桂文珍
- その他：中田カウス・ボタン、コメディNo.1、Wヤング、オール阪神・巨人
- 演奏：古谷充とザ・フレッシュメン

1976年4月 - 1979年3月
- 司会：桂三枝
- 進行：川村ひさし、緒方憲吾
- S.O.S：明石家さんま、林家小染、桂きん枝、月亭八方、桂文珍
- チンチラチン：島田紳助・松本竜介、ザ・ぼんち、西川のりお・上方よしお
- その他：中田カウス・ボタン、コメディNo.1、Wヤング、オール阪神・巨人
- 演奏：古谷充とザ・フレッシュメン

1979年4月 - 1980年9月
- 司会：桂三枝
- 進行：川村ひさし、近藤光史
- S.O.S：明石家さんま、林家小染、桂きん枝、月亭八方、桂文珍
- チンチラチン：島田紳助・松本竜介、ザ・ぼんち、西川のりお・上方よしお
- その他：中田カウス・ボタン、コメディNo.1、Wヤング、オール阪神・巨人
- 演奏：古谷充とザ・フレッシュメン、スペクトラム

1980年10月 - 1982年3月
- 司会：明石家さんま、島田紳助・松本竜介
- 進行：川村ひさし、青木和雄
- パッパラーズ：村上ショージ、岡田祐治、前田一球・写楽、前田犬千代・竹千代、Wパンチ
- その他：太平サブロー・太平シロー、オール阪神・巨人、ザ・ぼんち、西川のりお・上方よしお
- 演奏：古谷充とザ・フレッシュメン、スペクトラム（1981年解散に伴い降板）、ザ・ハウムズ

1982年4月 - 1982年9月
- メイン司会：明石家さんま
- 進行役：島田紳助・松本竜介、オール阪神・巨人、太平サブロー・太平シロー（このうちの3人が週交代で担当）
- 進行：青木和雄
- パッパラーズ：村上ショージ、岡田祐治、前田一球・写楽、前田犬千代・竹千代、Wパンチ
- その他：西川のりお・上方よしお、ザ・ぼんち、桂文福、桂小つぶ
- 演奏：ザ・ハウムズ

### 主なゲスト

#### お笑い（主に関東）
- コント赤信号（渡辺正行・小宮孝泰・石井章雄）
- とんねるず（石橋貴明・木梨憲武）
- ビジーフォー（グッチ裕三・モト冬樹・ウガンダ・トラ・島田与作）
- ヒップアップ（島崎俊郎・川上泰生・小林進）
- ポップコーン正一・正二
- ゆーとぴあ（ホープ（城後光義）・ピース（帆足新一））

#### 歌手
- あいざき進也
- アグネス・チャン
- 麻丘めぐみ
- 浅田美代子
- 浅野ゆう子
- 麻生よう子
- あのねのね
- あべ静江
- 天地真理
- 荒川務
- 石川さゆり
- 石川ひとみ
- 石野真子
- 五木ひろし
- 伊藤咲子
- 伊東ゆかり
- 井上順
- 井上純一
- 岩崎宏美
- 内山田洋とクール・ファイブ
- 欧陽菲菲
- 大場久美子
- 岡田奈々
- 小川知子
- 沖田浩之
- 奥村チヨ
- 尾崎紀世彦
- 海援隊
- かぐや姫
- 春日八郎
- 柏原芳恵
- 片平なぎさ
- 角川博
- かまやつひろし
- 狩人
- 河合奈保子
- 川崎麻世
- 北島三郎
- 北山修
- キャンディーズ
- クールス
- 倉田まり子
- 桑名正博
- 研ナオコ
- 郷ひろみ
- 小柳ルミ子
- 近藤真彦
- 西郷輝彦
- 西城秀樹
- 斎藤こず恵
- サーカス
- 斎東満
- 堺正章
- 榊原郁恵
- 坂本九
- 桜田淳子
- サザンオールスターズ
- ザ・ヴィーナス
- ザ・ワイルドワンズ
- 沢田研二
- THE ALFEE
- シェリー
- ジェリー藤尾
- しばたはつみ
- 島倉千代子
- 清水健太郎
- JOHNNYS' ジュニア・スペシャル
- ジューシィ・フルーツ
- 城みちる
- 水前寺清子
- ずうとるび
- 杉田二郎
- 千昌夫
- 園まり
- ダウン・タウン・ブギウギ・バンド
- 高田みづえ
- 田原俊彦
- チープ・トリック
- チェリッシュ
- Char[注 2]
- チャゲ&飛鳥
- ツイスト[注 2]
- 坪井むつ美
- 殿さまキングス
- デューク・エイセス
- トワ・エ・モワ
- 内藤やす子
- 中尾ミエ
- 仲雅美
- 中条きよし
- 中原理恵
- 中森明菜
- 新沼謙治
- にしきのあきら
- ノーランズ
- 野口五郎
- 能瀬慶子
- はしだのりひことクライマックス
- 橋幸夫
- 浜田省吾
- 林寛子
- 原田真二[注 2]
- ヒデとロザンナ
- ピンク・レディー
- フィンガー5
- 舟木一夫
- 細川たかし
- 堀ちえみ
- 真木ひでと
- 又吉&なめんなよ（M-BAND）[注 3]
- 松崎しげる
- 松田聖子
- 松本伊代
- 松本ちえこ
- 黛ジュン
- 水越けいこ
- 南沙織
- 三波春夫
- 三原順子
- 三善英史
- ミルク
- 森進一
- 森昌子
- 森山加代子
- 八代亜紀
- 山口百恵
- 山本譲二
- 由紀さおり
- レイジー
- レスリー・マッコーエン
- ロブバード
- 和田アキ子
- 渡辺真知子

（※五十音順）

## スタッフ

### 前期～中期
- 構成：堤章三（前期）、頭脳集団（中期）
- 音楽：小林亜星
- ディレクター：久清一
- プロデューサー：中邨秀雄（吉本興業）、林誠一（毎日放送）

この他、放送開始当時ディレクターだった竹中文博がおり、のちにプロデューサーも務めた。

### 後期
- 構成：中村進、大西良隆、大河内通弘、橋本収
- 音楽：名城アバカンパニー
- 作・編曲：橋本允
- TD：高橋泰、小西久男（中継担当）
- SW：中村一夫
- カメラ：塚田清志
- オーディオ：島津正治
- 照明：勝間宏
- VE：北中勝
- タイトル：澤井和男
- 美術製作：つむら工芸
- 製作協力：吉本テレビ制作室、JNN系列局（地方公開録画のみ）
- プロデューサー：岡崎巍
- ディレクター：尾嶋啓憲、今井均（中継担当）

毎日放送のTBS系列へのネットチェンジ後は、関東地区での公開録画ではTBSとの共同制作で収録が行われていた。TBS側のプロデューサーは、のちに『痛快なりゆき番組 風雲!たけし城』を大ヒット番組に育てあげた桂邦彦が担当した。

## スポンサー
※一社提供時代のみ記述（後述の期間以外は複数社提供）。
- 永大産業（1969年10月5日 - 1971年9月） - 永大産業が提供であった時期は、本編中に磯野洋子と斎藤出演による生CMが行われた。
- 日清食品（1971年10月10日 - 1982年3月） - 遅れネット局も含めてスポンサードネットで放送。提供読み時のキャッチコピーは「おいしさは世界のことば」。同社のCMに出演していたタレントやCMソングを歌っていた歌手もよくゲストに出演していた。代表的な例としてはピンク・レディー、浜田省吾など。

## ネット局

### 1975年3月まで
※系列は当時の系列。
| 放送対象地域            | 放送局                                   | 系列                                        | 備考                                                                                            |
| ----------------------- | ---------------------------------------- | ------------------------------------------- | ----------------------------------------------------------------------------------------------- |
| 近畿広域圏              | 毎日放送                                 | NETテレビ系列                               | 制作局                                                                                          |
| 関東広域圏              | NETテレビ （現：テレビ朝日）             | NETテレビ系列                               | 1969年9月まで                                                                                   |
| 関東広域圏              | 東京12チャンネル （現：テレビ東京）      | 独立局                                      | 1969年10月から                                                                                  |
| 北海道                  | 北海道テレビ                             | NETテレビ系列                               | 1974年3月まで                                                                                   |
| 北海道                  | 北海道放送                               | TBS系列                                     | 1974年4月から                                                                                   |
| 宮城県                  | ミヤギテレビ                             | 日本テレビ系列 NETテレビ系列                | 1971年10月から                                                                                  |
| 秋田県                  | 秋田テレビ                               | フジテレビ系列                              |                                                                                                 |
| 福島県                  | 福島中央テレビ                           | 日本テレビ系列 NETテレビ系列                | 1973年10月から1974年3月まで 土曜 16:55 - 17:50                                                  |
| 福島県                  | 福島テレビ                               | TBS系列 フジテレビ系列                      | 1974年4月より                                                                                   |
| 新潟県                  | 新潟総合テレビ （現：NST新潟総合テレビ） | 日本テレビ系列 フジテレビ系列 NETテレビ系列 |                                                                                                 |
| 静岡県                  | 静岡放送                                 | TBS系列                                     |                                                                                                 |
| 石川県                  | 石川テレビ                               | フジテレビ系列                              | 1973年10月7日から1975年3月30日まで、日曜 10:30 - 11:25                                          |
| 福井県                  | 福井テレビ                               | フジテレビ系列                              | 1973年4月8日にネット開始、日曜 14:30 - 15:30                                                    |
| 中京広域圏              | 中京テレビ                               | 日本テレビ系列 NETテレビ系列                | 1969年9月まで                                                                                   |
| 中京広域圏              | 名古屋テレビ                             | NETテレビ系列                               | 1973年4月から                                                                                   |
| 岐阜県                  | 岐阜放送                                 | 独立UHF局                                   | 1969年10月から1973年3月まで                                                                     |
| 鳥取県 ↓ 鳥取県・島根県 | 日本海テレビ                             | 日本テレビ系列                              | 1972年9月までの放送免許エリアは鳥取県のみ 相互乗り入れに伴い島根県でも放送 日曜16:25 - 17:20    |
| 島根県                  | 山陰放送                                 | TBS系列                                     | 1971年から1972年9月の鳥取県への乗り入れまで                                                     |
| 岡山県                  | 山陽放送                                 | TBS系列                                     | 1970年4月5日から10月11日(カラー化初回)まで。一週遅れ日曜 15:00 - 15:55                          |
| 岡山県                  | 岡山放送                                 | フジテレビ系列 NETテレビ系列                | 1970年10月18日から1975年3月30日まで同時ネット                                                   |
| 広島県                  | 中国放送                                 | TBS系列                                     | 1973年4月から 日曜 16:30 - 17:25                                                                |
| 山口県                  | テレビ山口                               | TBS系列 フジテレビ系列 NETテレビ系列        | 日曜 10:00 - 10:55                                                                              |
| 香川県                  | 瀬戸内海放送                             | NETテレビ系列                               | 初回から1969年9月25日まで同時ネット 1970年12月6日から1971年8月29日まで一週遅れ日曜19:00 - 19:55 |
| 愛媛県                  | 愛媛放送 （現：テレビ愛媛）              | フジテレビ系列                              | 1970年4月時点では日曜 13:00 - 14:00にローカルスポンサーをつけて放送                             |
| 愛媛県                  | 南海放送                                 | 日本テレビ系列                              | 愛媛放送からの移行時期不明                                                                      |
| 福岡県                  | 九州朝日放送                             | NETテレビ系列                               | 1969年9月まで                                                                                   |
| 福岡県                  | RKB毎日放送                              | TBS系列                                     | 1971年10月から 日曜 15:00 - 15:55 → 16:30 - 17:25                                               |
| 長崎県                  | 長崎放送                                 | TBS系列                                     | 土曜 15:20 - 16:15                                                                              |
| 熊本県                  | 熊本放送                                 | TBS系列                                     |                                                                                                 |
| 宮崎県                  | 宮崎放送                                 | TBS系列                                     |                                                                                                 |
| 鹿児島県                | 鹿児島テレビ                             | フジテレビ系列 日本テレビ系列 NETテレビ系列 | 日曜 10:00 - 10:55                                                                              |

### 1975年4月以降
※系列は当時の系列。◎は新規にネットを開始した地域、○は同一地域の他局からネットが移行した地域。
| 放送対象地域   | 放送局                         | 系列                          | 備考                                                                                         |
| -------------- | ------------------------------ | ----------------------------- | -------------------------------------------------------------------------------------------- |
| 近畿広域圏     | 毎日放送                       | TBS系列                       | 制作局                                                                                       |
| 関東広域圏     | 東京放送 （現：TBSテレビ）     | TBS系列                       | ○                                                                                            |
| 北海道         | 北海道放送                     | TBS系列                       |                                                                                              |
| 青森県         | 青森テレビ                     | TBS系列                       | ◎                                                                                            |
| 岩手県         | 岩手放送 （現：IBC岩手放送）   | TBS系列                       | ◎                                                                                            |
| 宮城県         | 東北放送                       | TBS系列                       | ○                                                                                            |
| 秋田県         | 秋田テレビ                     | フジテレビ系列 テレビ朝日系列 | 1981年3月まではフジテレビ系単独加盟局                                                        |
| 山形県         | 山形テレビ                     | フジテレビ系列                | ◎1978年4月から 1980年3月まではテレビ朝日系列とのクロスネット局                               |
| 福島県         | 福島テレビ                     | TBS系列 フジテレビ系列        | 土曜 16:00 - 16:55枠                                                                         |
| 山梨県         | テレビ山梨                     | TBS系列                       | ◎                                                                                            |
| 新潟県         | 新潟放送                       | TBS系列                       | ○1975年4月5日から 土曜 17:00 - 17:55枠 1981年4月5日から、制作局との同時ネットに移行          |
| 長野県         | 信越放送                       | TBS系列                       | ◎1982年4月4日から                                                                            |
| 静岡県         | 静岡放送                       | TBS系列                       |                                                                                              |
| 富山県         | 北日本放送                     | 日本テレビ系列                | ◎1979年1月6日から1982年9月25日まで 土曜 16:00 - 16:55枠                                      |
| 石川県         | 北陸放送                       | TBS系列                       | ○1975年4月5日から土曜 17:00 - 17:55枠にて放送 1982年4月4日から、制作局との同時ネットに移行。 |
| 福井県         | 福井テレビ                     | フジテレビ系列                | 日曜 14:00 - 14:55枠（1980年時点） 1982年9月26日まで放送（終マークは無し）。                 |
| 中京広域圏     | 中部日本放送 （現：CBCテレビ） | TBS系列                       | ○                                                                                            |
| 鳥取県・島根県 | 山陰放送                       | TBS系列                       | ○                                                                                            |
| 岡山県         | 山陽放送 （現：RSK山陽放送）   | TBS系列                       | ○当時の放送免許エリアは岡山県のみ                                                            |
| 広島県         | 中国放送                       | TBS系列                       |                                                                                              |
| 山口県         | テレビ山口                     | TBS系列 フジテレビ系列        | 1978年9月まではテレビ朝日系列とのトリプルネット局                                            |
| 愛媛県         | 南海放送                       | 日本テレビ系列                |                                                                                              |
| 高知県         | テレビ高知                     | TBS系列                       | ◎1982年4月4日から                                                                            |
| 福岡県         | RKB毎日放送                    | TBS系列                       |                                                                                              |
| 長崎県         | 長崎放送                       | TBS系列                       |                                                                                              |
| 熊本県         | 熊本放送                       | TBS系列                       | 土曜 17:00 - 17:55枠                                                                         |
| 大分県         | 大分放送                       | TBS系列                       | ◎                                                                                            |
| 宮崎県         | 宮崎放送                       | TBS系列                       | 日曜 17:30 - 18:25枠                                                                         |
| 鹿児島県       | 南日本放送                     | TBS系列                       | ○日曜 17:30 - 18:25枠                                                                        |
| 沖縄県         | 琉球放送                       | TBS系列                       | ◎1982年4月4日から                                                                            |

### ネットに関する備考
- 関東広域圏では、1969年7月にNETテレビ（現：テレビ朝日）でネットが開始されたが、1クールのみで東京12チャンネル（現：テレビ東京）に移行、1975年4月に毎日放送のTBS系列へのネットチェンジに伴いTBSに移行し、最終回まで放送された。
- 1969年10月にNETテレビがネットを取りやめたことで、一部の地域ではNETテレビ系列局から同一地域の他局へネットを移行したケースもあった。中京広域圏では中京テレビ（当時は日本テレビ系列とのクロスネット局）から岐阜県域局の岐阜放送へ移行したため、1969年10月から1973年3月までは愛知県（当時テレビ愛知は未開局）・三重県では未ネットだった。[注 6]
- ネットチェンジ初期は日曜17:30よりの放送だったが、TBS系列内で時間帯が違う局があった他（一例として静岡放送は土曜15:00から、長崎放送は土曜13:30から、熊本放送は土曜日17:00からの遅れネット）、1982年3月までは信越放送、テレビ高知、琉球放送では未放送だった。
- ネットチェンジ後の、少なくとも日曜13:00より放送されていた末期は、TBS系列全国ネット（クロスネット局の福島テレビとテレビ山口を含む）で放送されていた。

## 映画版
ヤングおー!おー!日本のジョウシキでーす!（ヤングおーおー にっぽんのじょうしきでーす）は、吉本興業・東映京都の製作、東映の配給により、1973年11月17日に公開された日本の映画。
「狭い日本にゃ住み飽きた」とばかりに海外脱出を試みようとする7人の男達の悪戦苦闘を描いたものだった。また、当番組の収録現場のシーンも収録されている。
ビデオソフトは1981年頃、東映芸能ビデオから4万9000円で発売されたことがある。2009年3月にファミリー劇場、同年9月と2011年3月、2012年4月1日に東映チャンネルで放送された。
また、Amazon Prime VideoのJUNK FILM by TOEIでも配信されている。
キャスト
- 福井仁助（つぶれかけた鉄工所の主人）/笑福亭仁鶴 - 笑福亭仁鶴
- 岡田八郎（もぐりのトラック運送屋、主人公）/世界旅行家 - 岡八郎
- 西山きよし（自動車修理工） - 西川きよし
- 横川やすし（住之江競艇場の競艇予想屋） - 横山やすし
- 河村三四郎（万年予備校生）/桂三枝 - 桂三枝（現：六代桂文枝）
- 坂口利夫（ガス集金人） - 坂田利夫
- 大前五郎（作業員） - 前田五郎
- 花子 - 田島晴美
- 福井隆子 - 岡本隆子（仁鶴夫人）
- 小平参平（ヤクザの親分） - 平参平
- 暴力団（小平の子分） - チャンバラトリオ
- ヘレ子 - 西川ヘレン
- 警官 - 中田カウス・ボタン
- 斉藤アナウンサー - 斎藤努
- ザ・パンダ - 林家小染、桂文珍、月亭八方、桂きん枝（現：四代桂小文枝）
- ゲスト歌手 - 朱里エイコ
- 藤本義一 - 藤本義一
- 木崎ドクター - 木崎国嘉
- 真理アンヌ - 真理アンヌ
- その他：人生幸朗、原哲男、笑福亭松之助、船場太郎、間寛平、木村進、井上竜夫、谷しげる、浜裕二（現・チャーリー浜）、福本清三、香川登志緒ほか

スタッフ
- 監督：山崎大助
- 企画：三村敬三、中邨秀雄、平野元貞
- 脚本：檀上茂、松本功
- 撮影：赤塚滋
- 照明：若木得二
- 録音：堀場一朗
- 美術：吉村晟
- 音楽：古谷充
- 編集：市田勇
- 助監督：篠塚正秀
- 記録：黒川京子
- 装置：米沢勝
- 装飾：松原邦四郎
- 美粧結髪：東和美粧
- 衣装：松本俊和
- スチール：藤本武
- 擬斗：三好郁夫
- 演技事務：上田義一
- 進行主任：渡辺操
- 協力：毎日放送
- 演奏：古谷充とザ・フレッシュメン

挿入歌
- 「恋は燃えている」
  - 作詞：橋本淳
  - 作曲：筒美京平
  - 唄：欧陽菲菲
- 「あなたの勝ちだわ」
  - 作詞：山上路夫
  - 作曲：いずみたく
  - 唄：朱里エイコ

製作
花子役の田島晴美は、多くのタレントを生んだ銀座の高級クラブ「徳大寺」の元ホステス。本作を皮切りに東映ポルノ計6本に出演した。